# Jeff Meckstroth
Jeffrey John Meckstroth, detto Jeff (Springfield, 15 maggio 1956), è un giocatore di bridge statunitense, già campione del mondo.
Ha vinto la Bermuda Bowl rappresentando gli Stati Uniti cinque volte. È uno dei soli dieci giocatori che hanno vinto la cosiddetta Triple Crown del bridge: la Bermuda Bowl , i World Open Pairs e il World Team Olimpiadi. Nel dicembre 2011 si è classificato al numero 6 tra Open World Gran Maestri. Per decenni è stato "partner" regolare con Eric Rodwell. Sono ben noti per la riproduzione di un sistema aggressivo e molto dettagliato che deriva dal Club di precisione. È maestro di bridge professionale e attualmente vive a Tampa, Florida.